# Daniël de Blocq van Haersma
Daniël de Blocq van Haersma (Leeuwarden, 1732 - Buitenpost, 7 december 1814) was een Nederlands bestuurder.

## Biografie
Van Haersma was een zoon van Arend Aulus van Haersma (1702-1737) en Martha Cecilia van Bouricius (1708-1763). Zijn vader was onder meer lid van het Hof van Friesland. Daniël werd gedoopt op 6 juli 1732.
In 1764 werd hij aangesteld als grietman van Achtkarspelen. Hij was hierin de opvolger van een neef van zijn vader, Aulus van Haersma. Ook had Van Haersma een hoge functie binnen de Admiraliteit. Zo was hij gecommitteerde van de Admiraliteit van het Noorderkwartier (1764-1767), gecommitteerde van de Admiraliteit van Friesland (1767-1773) en gecommitteerde van de Admiraliteit van de Maeze (1782-1785).
Namens Oostergo en de grietenij Achtkarspelen was Van Haersma lid van Gedeputeerde Staten van Friesland tussen 1773 en 1776 en vervolgens tussen 1791 en 1794. Verder was hij onder meer: curator van de Universiteit van Franeker, tonneboeier van Friesland (i.e. toezichthouder op het zekeren van tonnen op schepen) en meesterknaap van het Jachtgerecht.
Van Haersma bewoonde de Haersmastate te Buitenpost. Deze state werd gesticht door de familie Van Boelens welke tussen 1618 en 1673 het grietmanschap van Achtkarspelen in handen had. Via Eelco van Haersma, Arend van Haersma en Aulus van Haersma kwam deze state in het bezit van De Blocq van Haersma. Hij liet de state na aan zijn dochter Catharina. De state werd in 1911 op afbraak verkocht.
In 1795 werd hij afgezet als grietman van Achtkarspelen ten tijde van de Bataafse Revolutie. Samen met zijn neef Hector Livius van Haersma, welke grietman van Smallingerland was, werd hij in het blokhuis te Leeuwarden gevangengezet. Hoewel hij reeds ter dood veroordeeld was, voorkwamen Franse troepen het voltrekken van het vonnis.
In 1802 werd hij geïnstalleerd als lid van het bestuur van het Departement Friesland. In 1805 werd hij benoemd tot drost van Dantumadeel en Kollumerland en Nieuwkruisland en Achtkarspelen. Dit ambt zou hij tot zijn overlijden bekleden.

## Huwelijk en kinderen
Op 14 september 1760 trouwde Van Haersma met Maria Wybrandi te Kollum, waar haar vader secretaris van de grietenij was. Zij kregen samen onder anderen de volgende kinderen:
1. Arend Aulus van Haersma (1762-1803), in 1783 secretaris van Achtkarspelen en in 1788 benoemd tot raadsheer[8]
2. Martha Cecilia van Haersma (1763-1809), trouwde met Hendrik Anthony van Alphen van den Broeck, burgemeester van Zierikzee.
3. Catharina van Haersma (1764-1827), trouwde met Jan Minnema de With. Zij zouden naamgever worden van het geslacht Van Haersma de With. Haar zoon Daniel de Blocq van Haersma de With werd eveneens grietman van Achtkarspelen. Haar dochter Maria trouwde met Wiardus Willem Buma. Hun kinderen zouden zich naast "Buma" ook  "Hopperus Buma", "Van Haersma Buma" en "De Blocq van Haersma Buma" noemen.
4. Sybrand van Haersma (1766-1839), trouwde met Isabella Boreel van Scheltinga. Zij was een dochter van Cornelis van Scheltinga, grietman van Idaarderadeel. Sybrand was tussen 1788 en 1796 secretaris van Achtkarspelen. Hij volgde zijn vader in 1816 op als grietman van deze grietenij.[8]
5. Wiskje van Haersma (1768-1835), trouwde met jhr. mr. Hector van Sminia, een zoon van Hobbe Baerdt van Sminia. Hector was lid van de Tweede Kamer en werd in 1816 verheven in de adelstand.

De vier oudste kinderen werden in 1773 gezamenlijk geportretteerd door Friedrich Ludwig Hauck en Johann Ludwig Hauck. Ter gelegenheid van het 50-jarig huwelijksjubileum werd in 1810 door Wessel Ruwersma een genealogisch schilderij vervaardigd met de wapens van Van Haersma en van de echtgenoten van de kinderen.

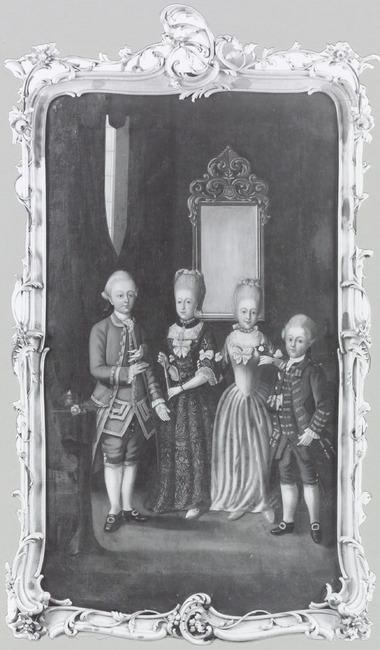
Portret van de vier oudste kinderen van Daniël de Blocq van Haersma en Maria Wybrandi. Van links naar rechts: Arend Aulus, Martha Cecilia, Catharina en Sybrand.